# Synagoga Eliasza Łódzkiego w Łodzi (ul. Kamienna 20)
Synagoga Eliasza Łódzkiego w Łodzi – prywatny dom modlitwy znajdujący się w Łodzi przy ulicy Kamiennej 20.
Synagoga została zbudowana w kwietniu 1898 roku z inicjatywy Eliasza Łódzkiego, Lejba Topielewicza i Lejba Sudjana. Mogła ona pomieścić 30 osób. W listopadzie 1898 roku synagoga została przeniesiona do innego lokalu, przy ulicy Dzielnej 29.